# Джулі Найт
Джу́лі Найт (англ. Julie Night; нар. 2 липня 1978, Лонг-Біч, Каліфорнія, США) — американська порноакторка та стриптизерка.
Під час навчання в коледжі в Північній Каліфорнії працювала ночами стриптизеркою. Через кілька років почала зніматися в порнофільмах.
У 2005 році відбулось офіційне відкриття її вебсайту. 
У січні 2006 року дебютувала як танцюристка в Сан-Франциско.
На 2020 рік Джулі Найт знялася у 446 порнофільмах.

## Нагороди
- 2004 XRCO Award — Superslut
- 2004 XRCO Award — Best Threeway — Mason's Dirty Tricks[5]
- 2004 AVN Award — Most Outrageous Sex Scene — Perverted Stories The Movie[6]
- 2004 AVN Award — Best Group Sex Scene, Video — Back 2 Evil[6]
- 2005 XRCO Award — Group Scene — Baker's Dozen 2[7]

## Вибрана фільмографія
- Deep Throat This 6 (2002)
- ATM Machine 2 (2003)
- Baker's Dozen 2 (2004)
- Gag Factor 15 (2004)
- I've Never Done That Before 9 (2004)
- Belladonna: No Warning 1 (2005)
- Young And Stuffed (2006)
- Anal Acrobats (2007)